# Pandrignes
Pandrignes é uma comuna francesa na região administrativa da Nova Aquitânia, no departamento de Corrèze. Estende-se por uma área de 8,45 km². Em 2010 a comuna tinha 172 habitantes (densidade: 20,4 hab./km²).